# 나가시마정
나가시마정(일본어: 長島町)은 일본 가고시마현 북서부에 있는 이즈미군의 정이다. 2006년 3월 20일에 옛 나가시마정과 아즈마정이 합병해 탄생했다.

## 지리
가고시마현 중북부 내륙 지역에 위치한다.

### 인접한 자치체
- 가교를 통해 인접: 아쿠네시
- 해상을 통해 인접: 구마모토현 아마쿠사시

## 역사
- 1889년 4월 1일 - 정촌제 시행으로 히가시나가시마촌·니시나가시마촌이 성립하였다.
- 1956년 7월 10일 - 히가시나가시마촌이 정으로 승격·개칭해 아즈마정이 되었다.
- 1960년 1월 1일 - 니시나가시마촌이 정으로 승격·개칭해 나가시마정이 되었다.
- 2006년 3월 20일 - 나가시마정·아즈마정이 합병해 새로운 나가시마정이 성립하였다.

## 교통

### 도로
- 국도 389호선

## 자매 도시
- 대한민국 인천광역시 강화군 길상면(1994년 5월 30일)